# Arnozela

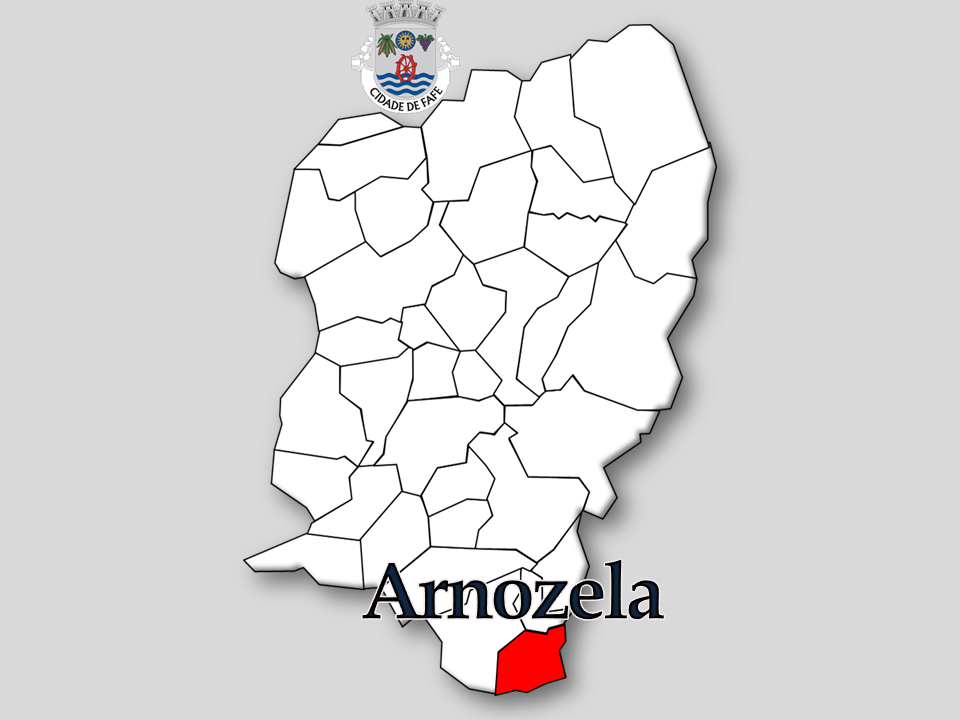
Localização da Freguesia de Arnozela no Município de Fafe

Arnozela é uma localidade portuguesa do Município de Fafe que foi sede da extinta Freguesia de Arnozela, freguesia que tinha 3,62 km² de área e 265 habitantes (2011), e, por isso, uma densidade populacional de 73,2 hab/km².
A Freguesia de Arnozela foi extinta em 2013, no âmbito de uma reforma administrativa nacional, tendo sido agregada às Freguesias de Ardegão e Seidões para formar uma nova freguesia denominada União de Freguesias de Ardegão, Arnozela e Seidões  com a sede na Rua do Assento, 456, em Seidões.
Arnozela fez parte do concelho (atual município) de Celorico de Basto.

## População
| População da freguesia de Arnozela (1864 – 2011) | População da freguesia de Arnozela (1864 – 2011) | População da freguesia de Arnozela (1864 – 2011) | População da freguesia de Arnozela (1864 – 2011) | População da freguesia de Arnozela (1864 – 2011) | População da freguesia de Arnozela (1864 – 2011) | População da freguesia de Arnozela (1864 – 2011) | População da freguesia de Arnozela (1864 – 2011) | População da freguesia de Arnozela (1864 – 2011) | População da freguesia de Arnozela (1864 – 2011) | População da freguesia de Arnozela (1864 – 2011) | População da freguesia de Arnozela (1864 – 2011) | População da freguesia de Arnozela (1864 – 2011) | População da freguesia de Arnozela (1864 – 2011) | População da freguesia de Arnozela (1864 – 2011) |
| ------------------------------------------------ | ------------------------------------------------ | ------------------------------------------------ | ------------------------------------------------ | ------------------------------------------------ | ------------------------------------------------ | ------------------------------------------------ | ------------------------------------------------ | ------------------------------------------------ | ------------------------------------------------ | ------------------------------------------------ | ------------------------------------------------ | ------------------------------------------------ | ------------------------------------------------ | ------------------------------------------------ |
| 1864                                             | 1878                                             | 1890                                             | 1900                                             | 1911                                             | 1920                                             | 1930                                             | 1940                                             | 1950                                             | 1960                                             | 1970                                             | 1981                                             | 1991                                             | 2001                                             | 2011                                             |
| 534                                              | 291                                              | 355                                              | 275                                              | 594                                              | 542                                              | 624                                              | 719                                              | 823                                              | 523                                              | 430                                              | 387                                              | 372                                              | 292                                              | 265                                              |